# کلاته خان (نهبندان)
کلاته خان روستایی در دهستان نه بخش مرکزی شهرستان نهبندان استان خراسان جنوبی ایران است.

## جمعیت
بر پایه سرشماری عمومی نفوس و مسکن در سال ۱۳۹۵ این روستا بدون جمعیت بوده‌است.